# Siedlec (powiat tarnowski)
Siedlec – wieś w Polsce położona w województwie małopolskim, w powiecie tarnowskim, w gminie Radłów. W latach 1975–1998 miejscowość należała administracyjnie do województwa tarnowskiego.

## Położenie
Siedlec znajduje się na nizinie nad lewym brzegiem Dunajca. Pod względem geograficznym teren ten zaliczany jest do  Podgórza Bocheńskiego w Kotlinie Sandomierskiej.